# The Yosemite Valley in Winter
The Yosemite Valley in Winter è un cortometraggio muto del 1913.

## Produzione
Il documentario fu prodotto dalla Selig Polyscope Company e venne girato in California, nella Yosemite Valley, al Yosemite National Park.

## Distribuzione
Distribuito dalla General Film Company, il film - un breve documentario di 75 metri - uscì nelle sale cinematografiche statunitensi il 20 febbraio 1913.
Nelle proiezioni, veniva programmato con il sistema dello split reel, accorpato in un'unica bobina con un altro cortometraggio prodotto dalla Selig, Nobody's Boy.